# マーク・ボウデン
マーク・ボウデン（Mark Robert Bowden、1951年7月17日 - ）は、アメリカ合衆国の作家。ミズーリ州のセントルイスで生まれ、メリーランド州のロヨラ大学の1979年度卒業生。息子のアーロンも作家である。

## 概要
1979年から2003年の数年間、米国で三番目に古い新聞社「フィラデルフィア・インクワイアー(The Philadelphia Inquirer)」のスタッフライターを勤めた。多数の賞を受賞し、野外レクレーションのライフスタイルを扱う「メンズ・ジャーナル(Men's Journal)」、文学や文化を扱う「アトランティック・マンスリー(The Atlantic Monthly|The Atlantic Monthly)」、スポーツ週刊誌の「スポーツ・イラストレイテッド」、大衆総合誌の「ローリング・ストーン」等に寄稿した。
ボウデンが国際的な評価を得たきっかけは、一昼夜にわたって市民を巻き込んだ市街戦のモガディシュの戦闘を主題にした『Black Hawk Down: A Story of Modern War（邦題: ブラックホーク・ダウン―アメリカ最強特殊部隊の戦闘記録, 1999年）』である。この市街戦を描いた著書が、2001年にリドリー・スコット監督により同名映画として映像化されたことによる。

## 作品リスト
- ブラックホーク・ダウン（原題: Black Hawk Down: A Story of Modern War)
- パブロを殺せ―史上最悪の麻薬王VSコロンビア、アメリカ特殊部隊
- ホメイニ師の賓客―イラン米大使館占拠事件と果てなき相克

## 関連記事
- ブラックホーク・ダウン
- モガディシュの戦闘
- リドリー・スコット
- ジョシュ・ハートネット
- パブロ・エスコバル
- モハメッド・ファッラ・アイディード
- ルーホッラー・ホメイニー